# 돌아온 불범
"돌아온 불범"은 한국에서 제작된 남기남 감독의 1977년 영화이다. 배수천 등이 주연으로 출연하였고 이전철 등이 제작에 참여하였다.

## 출연

### 주연
- 배수천
- 여소룡

## 기타
- 조명: 손한수
- 녹음: 유창국